# Lago Ypacaraí
Der Lago Ypacaraí ist ein See in Paraguay. Er liegt circa 50 Kilometer östlich von Asunción, der Hauptstadt Paraguays.

## Lage
Der See liegt im Departamento Central. Er ist von der Stadt Yparacai im Süden, San Bernadino und Altos im Osten und Aregua im Westen begrenzt. Den größten Abfluss des Sees bildet der Rio Salado, der vom Lago  Ypacaraí bis zum Rio Paraguay fließt und in diesen mündet.

## Tourismus
Der Lago Ypacaraí wird auch touristisch genutzt. Es gibt mehrere Strände, die vor allem von Bewohnern der umliegenden Städte frequentiert werden. Da der Lago Ypacaraí ein sehr seichter See ist, wird er viel von kleinen Schiffen und Booten befahren.

## Verschmutzung
Der See ist der am meisten verschmutzte See in Paraguay. Bereits im September 2012 schlugen die zuständigen Behörden auf Grund der hohen Bakterienkonzentration im Wasser des Sees Alarm. Seitdem hat sich die Konzentration an Bakterien mehr als verdoppelt. Nun sollen alle Unternehmen, die an der Verschmutzung des Sees beteiligt sind, bei der Staatsanwaltschaft gemeldet werden. Das Umweltsekretariat des Landes hat bereits 124 Unternehmen ausfindig gemacht, die mitverantwortlich an der Verschmutzung sind.

## Bilder

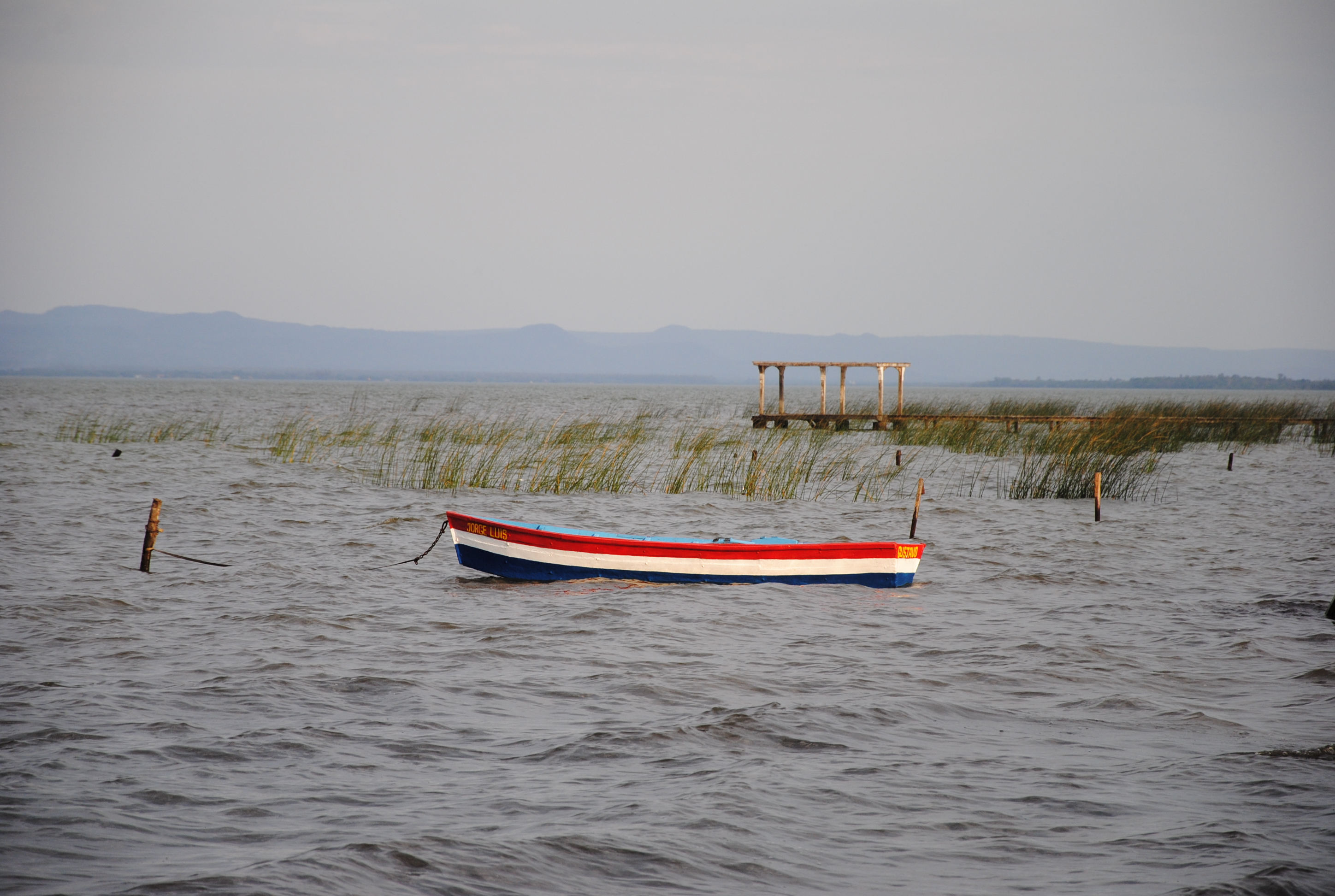
Der See bei Aregua
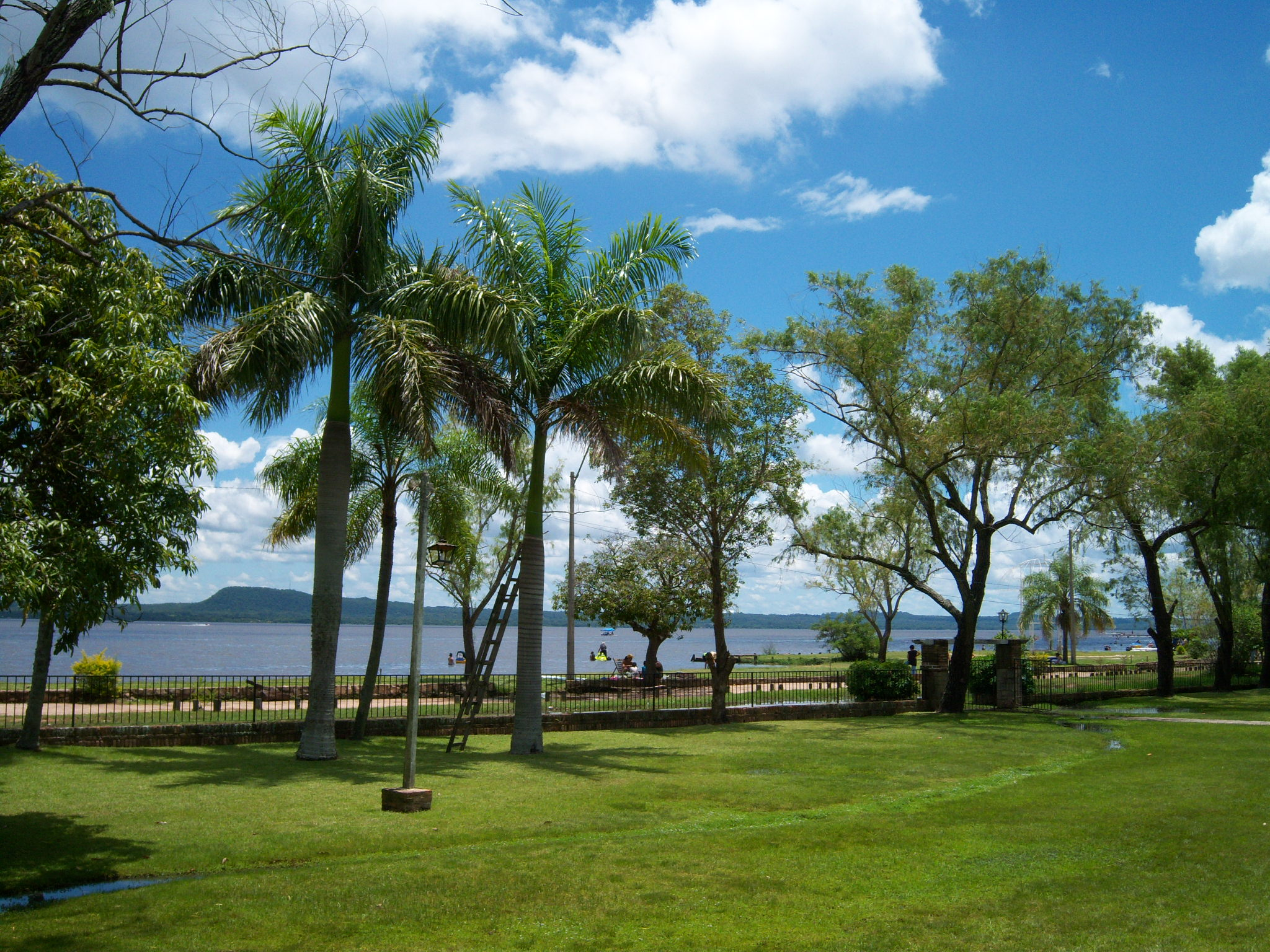
Der Lago Yparacai bei San Bernadino
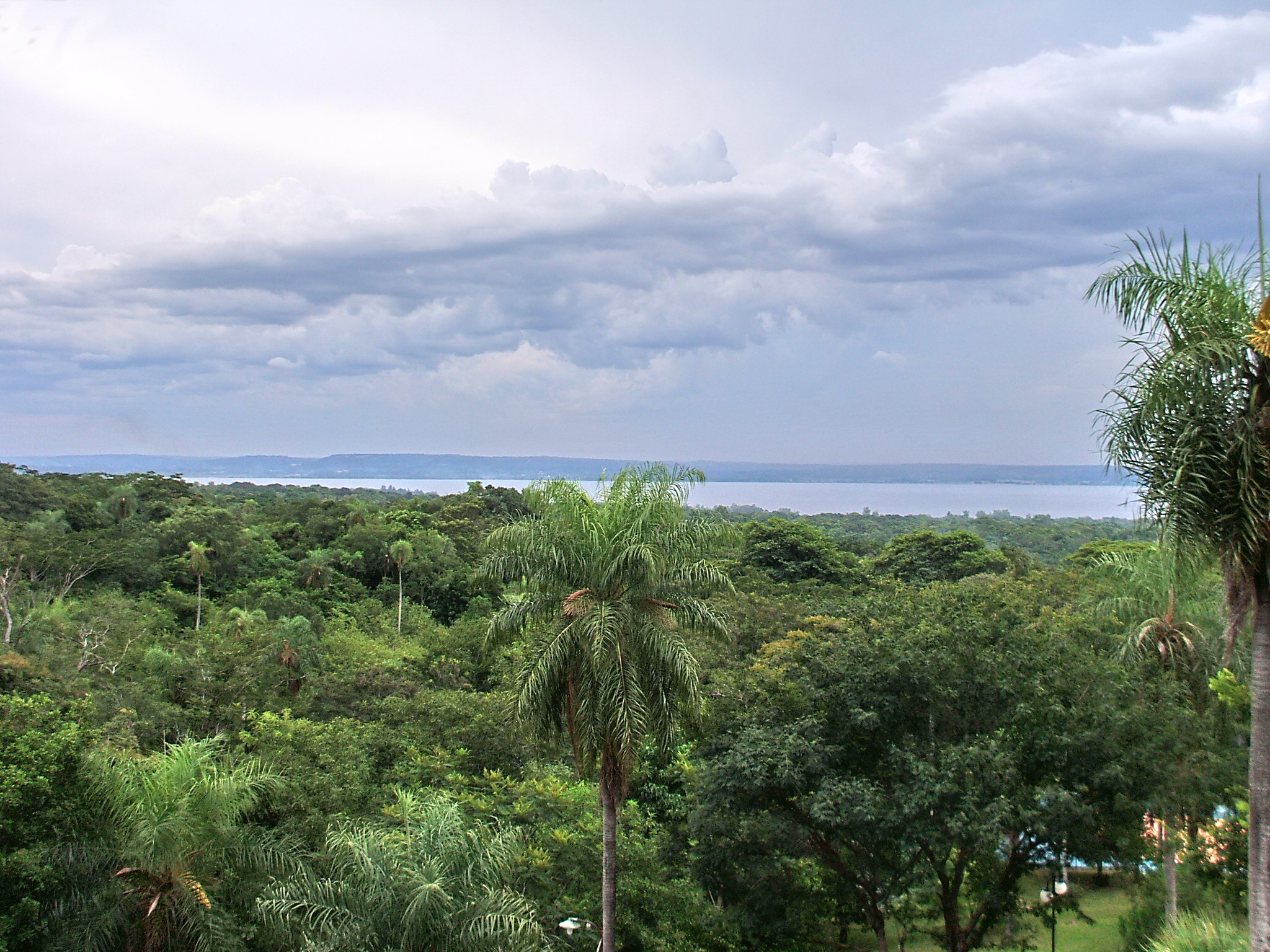
Blick auf den See aus östlicher Richtung
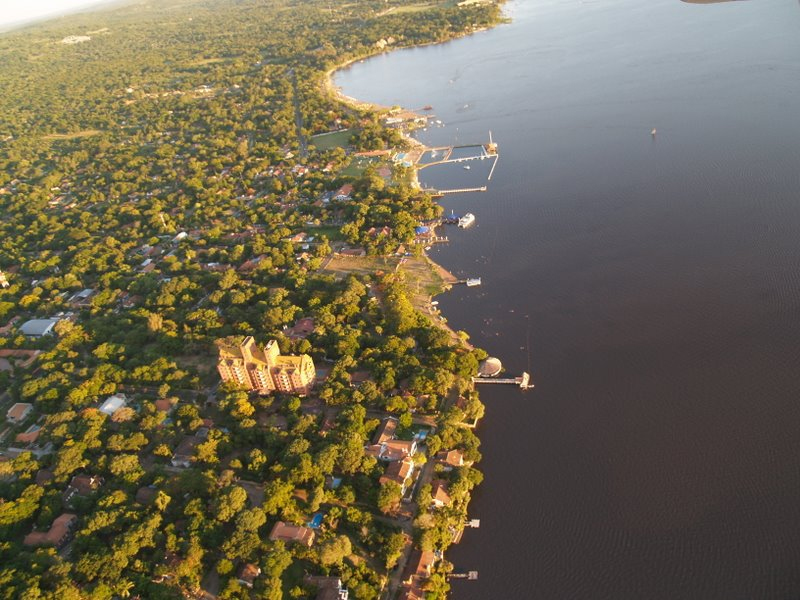
Blick auf das Ufer bei San Bernadino